# Тіндюк Микола Андрійович
Тіндюк Микола Андрійович (нар. 13 вересня 1949, Помічна, Добровеличківський район, Кіровоградська область) — український політик, 9-й голова Одеської обласної ради.

## Життєпис
Народився 13 вересня 1949 року в м. Помічна Кіровоградської області у родині Андрія Костянтиновича (1914) та Лукерії Іванівної (1913—1996). Після закінчення Помічнянської середньої школи № 1 зі срібною медаллю Микола Тіндюк навчався в Одеському політехнічному інституті. У 1976 році закінчив Одеський політехнічний інститут за спеціальністю «інженер електронної техніки».
По закінченні ВУЗу був прийнятий на роботу до планової комісії (облплану) Одеського облвиконкому, де пройшов шлях від старшого інженера до начальника Головного управління обласної державної адміністрації.
У липні 1998 року за погодженням з Кабінетом Міністрів України та Адміністрацією Президента України розпорядженням голови облдержадміністрації був призначений на посаду першого заступника голови облдержадміністрації, на якій працював до березня 2005 року.
З березня по жовтень 2005 року — начальник управління Одеської обласної ради з майнових відносин. З жовтня 2005 року по травень 2006 року — помічник-консультант народного депутата України.
Депутат обласної ради IV скликання (Біляївський виборчий округ № 13) та обласної ради V скликання (№ 6 у виборчому списку Партії регіонів).
25 травня 2006 року на першій сесії обласної ради обраний заступником голови Одеської обласної ради.
20 березня 2009 року обраний першим заступником голови Одеської обласної ради.
16 листопада 2010 року на першій сесії обласної ради VI скликання був повторно обраний на посаду першого заступника голови обласної ради.
З 14 листопада 2013 року по 14 серпня 2014 року голова Одеської обласної ради.
Захоплюється музикою. Цікавиться літературними новинками, історико-філософськими творами, серед наукових видань надає перевагу економічній літературі.

## Державні нагороди
- Орден «За заслуги» І ступеня (2011)[4],
- Орден «За заслуги» ІІ ступеня (2007)[5],
- Орден «За заслуги» ІІІ ступеня (2002),
- Знак Ордена «Святий князь Володимир» IV ступеня,
- Нагрудний знак Державної служби України «За сумлінну працю».

Нагороджений Почесною грамотою та Подякою Кабінету Міністрів України, Почесною відзнакою голови Одеської обласної державної адміністрації та Почесною відзнакою голови обласної ради.
Президент Асоціації «Електронна Одещина», яка має на меті розвиток інформатизації суспільства та надання інформаційних послуг населенню, перший заступник голови Басейнової ради Дністра.

## Сім'я
Одружений, дружина Антоніна Борисівна. Син — Тиндюк Андрій Миколайович — директор КП «Обласний інформаційно-аналітичний центр».
Виховує двох онучок — Катрусю та Марійку.